# Te Amo
"Te Amo" är en låt framförd av R&B-sångerskan Rihanna. Låten släpptes som singel den 28 maj 2010 och är skriven av Mikkel S. Eriksen, Tor Erik Hermansen, James Fauntleroy II och Rihanna.
Låten handlar om hur Rihanna försöker handskas med att vara objekt för en annan kvinnas begär.

## Musikvideo
Musikvideon till låten spelades in den 29 och 30 april 2010 i och utanför slottet i Vigny, cirka 40 kilometer nordväst om Paris. Videon regisserades av Anthony Mandler, som har gjort ett flertal av Rihannas musikvideor. Den franska supermodellen Laetitia Casta spelar en femme fatale och anländer till slottet i en silverfärgad Mercedes 300 SL Coupe. Iförd en utmanande klädsel försöker Casta förföra Rihanna, men hon står emot Castas lockelser. Senare i videon möts de båda i ett intim scen på ett bord. Mot slutet av videon ses Rihanna och Casta omslingrade, och Rihanna kysser Castas hals.
Låten nådde förstaplatsen på den bulgariska singellistan och femte plats på UK R&B Chart.